# 錢佳靈
錢佳靈（1988年2月3日—），中國女子射箭運動員，出生在上海。

## 生涯
錢佳靈在1997年起接受射箭運動的訓練，當時她於上海市盧灣區少年體育學校參與射箭培訓，教練是王瑾。3年後，她晉升到上海射箭隊，王紅為她的教練。2002年，她入選國家隊，楊昌勳、練國富是為她的教練。至現，教練田渝陵。
2005年時，錢佳靈開始崛起。她在這年的全運會中以110環的成績奪得女子個人小項的金牌。同年的亞洲錦標賽中，她於女子團體小項與何影等隊友贏得冠軍。
而翌年在分三站進行的世界杯賽事中，錢佳靈在土耳其站兩捷，使她取得一個女子個人小項的總亞軍。隨後12月的多哈亞運，她獲得一面女子團體小項的銀牌。